# Lex Canuleia
Lex Canuleia, česky Canuleiův zákon, byl římský zákon, vydaný roku 445 př. n. l. Jeho rogatorem (navrhovatelem) byl tribun lidu Gaius Canuleius. Tímto zákonem bylo dovoleno manželství mezi patriciji a plebeji; tento stavovský rozdíl do této doby představoval relativní překážku manželství.